# 6436 Coco
6436 Coco è un asteroide della fascia principale. Scoperto nel 1985, presenta un'orbita caratterizzata da un semiasse maggiore pari a 2,2395420 UA e da un'eccentricità di 0,0914936, inclinata di 3,41793° rispetto all'eclittica.